# Gelsor
Gelsor a fost un fond de investiții înființat în anul 1999 și deținut de omul de afaceri Sorin Ovidiu Vântu.
Gelsor a deținut Banca de Investiții și Dezvoltare (BID) precum și Banca Română de Scont (BRS).
În octombrie 2001, BRS este vândută de Gelsor afaceristului Mihai Iacob, patronul Dramiral Group.
În anul 1995, Sorin Ovidiu Vântu a înființat o societate de administrare a investițiilor, după numele lui, SOV Invest, care a născut FNI.
Printr-o politică de marketing, celebrul slogan „Dormi liniștit, FNI lucrează pentru tine”, Fondul a reușit să atragă sute de mii de oameni.
În același timp, el oferea randamente foarte mari, spunând că la bază au o politică de investiții deșteaptă.